# Greg Jamison
Greg Jamison (* 1951 in den USA) ist ein US-amerikanischer Geschäftsmann. Seit 2001 ist er der Präsident und Chief Executive Officer (CEO) der San Jose Sharks, einem Eishockey-Franchise der National Hockey League. Zudem ist er Manager der San Jose Sports & Entertainment Enterprises.

## Karriere
Jamison, der neben einem Bachelor-Abschluss in Erziehung vom Northwest Nazarene College auch einen Master-Abschluss in Amtsführung (Administration) von der Colorado State University besitzt, arbeitete zunächst von 1977 bis 1980 als Marketing-Direktor der christlichen Amateursportler-Organisation Athletes in Action. Danach nahm er einen Job beim NBA-Franchise der Dallas Mavericks an. Dort arbeitete er von 1980 bis 1987 ebenfalls als Direktor der Marketing-Abteilung und war maßgeblich an der positiven Entwicklung des damals jungen Franchise beteiligt.
1987 ging er zu den Indiana Pacers, wo er bis 1993 als Vizepräsident der Unternehmensabläufe tätig war. Jamison führte das Team während seiner Amtszeit unter die Top-Klubs der Liga in den Kategorien Merchandising, Ticketverkäufe und Sponsorengelder.
Nach seiner Zeit bei den Pacers wechselte der US-Amerikaner die Sportart und übernahm einen Posten in der Geschäftsabteilung der San Jose Sharks, einem Eishockeyteam. Bis 1996 arbeitete er als Vizepräsident, ehe ihm die damaligen Teambesitzer, George und Gordon Gund, das Amt des Präsidenten übertrugen. Als die Brüder das Franchise 2001 verkauften, blieb Jamison im Amt und ist seitdem Manager des neuen Besitzers, der San Jose Sports & Entertainment Enterprises. Während seiner Amtszeit hat Jamison das 1990 gegründete Franchise zu seinem der respektiertesten und erfolgreichsten Teams der NHL geformt.